# Rhianna Pratchett
Rhianna Pratchett (née le 30 décembre 1976) est une scénariste de jeux vidéo. Elle a notamment écrit les scénarios de Overlord, Mirror's Edge et Heavenly Sword. En septembre 2006, le magazine britannique Edge l'a classée au second rang des 100 femmes les plus influentes de l'industrie des jeux électroniques.

## Biographie
Rhianna est la fille de l'écrivain Terry Pratchett. Après l'obtention d'une licence en journalisme, elle travaille pour le magazine Minx (en) et écrit régulièrement pour The Guardian et le magazine PC Zone. Dès la rédaction de son premier scénario pour Beyond Divinity, paru en 2004, son style est marqué d'un certain humour que ne démentiront pas les scénarios suivants, comme Overlord ou Mirror's Edge,.

## Œuvres

### Jeux vidéo
- Beyond Divinity (relectrice) – Larian Studios (2004)
- Stronghold Legends (autrice) – Firefly Studios/2K (2006)
- Heavenly Sword (co-autrice/histoire) – Ninja Theory/Sony(2007)
- Overlord (autrice/co-directrice audio) – Triumph Studios/Codemasters (2007)
- Overlord: Raising Hell – expansion pack (2008)
- Viking: Battle for Asgard (autrice) – The Creative Assembly/Sega (2008)
- Mirror's Edge (autrice) – DICE/EA (2008)
- Prince of Persia (autrice additionnelle) – Ubisoft Montreal (2008)
- Overlord: Minions (autrice) – Climax/Codemasters (2009)
- Overlord: Dark Legend (autrice/directrice des doublages) – Climax/Codemasters (2009)
- Overlord II (autrice/directrice des doublages) – Triumph/Codemasters (2009)
- Risen (co-autrice) – Piranha Bytes/Deep Silver (2009)
- CSI: Fatal Conspiracy (autrice) – Telltale/Ubisoft (2010)
- Bioshock Infinite (autrice additionnelle) – Irrational Games/2k (2013)
- Tomb Raider (directrice des auteurs) – Crystal Dynamics/SE (2013)
- Beat Buddy: Tale of the Guardians (autrice) – Threaks (2013)
- Thief (histoire et cinématiques) – Eidos Montreal (2014)
- Rise of the Tomb Raider (directrice des auteurs) – Crystal Dynamics/SE (2015)
- Dungeon Hero  (Firefly Studios)

### Comics
- Mirror's Edge #1 – 6 publié par DC Comics (2008)
- Tomb Raider: The Beginning publié par Dark Horse Comics (2013)
- Legends of Red Sonja #3 publié par Dynamite (2014)

### Films et télévision
- Warrior Daughter (autrice) – adaptation de roman de Janet Paisley
- Wee Free Men (autrice) – adaptation du roman de Terry Pratchett
- The Watch (co-autrice)

Elle apparaît dans les documentaires Games Britannia, Critical Path et Charlie Brooker's How Video Games Changed the World.

## Récompense
Elle a obtenu en 2008, le prix du meilleur script de la Writers' Guild of Great Britain pour le scénario d’Overlord.